# わらいなく
わらいなくは、日本の漫画家。北海道出身。
2010年の第七回龍神賞（『月刊COMICリュウ』新人賞）にて銀竜賞に受賞・雑誌掲載され、デビューした。

## 作品リスト

### 漫画
- 孫市がいくさ

第七回龍神賞・銀竜賞受賞作品（月刊COMICリュウ2010年8月号掲載）
『KEYMAN -THE HAND OF JUDGMENT-』2巻に収録。
- 混星王

月刊COMICリュウ2011年1月号掲載。
- KEYMAN -THE HAND OF JUDGMENT-（2011年-2016年、徳間書店）

月刊COMICリュウ2011年6月号から2017年2月号まで連載。単行本は全13巻。
- ZINGNIZE（2018年 - 、徳間書店）

月刊COMICリュウ2018年5月号から連載。

### イラスト
- ニンジャスレイヤー（2012年 - 、エンターブレイン） - イラスト